# Pseudoparamoeba pagei
Pseudoparamoeba pagei is een soort in de taxonomische indeling van de Amoebozoa. Deze micro-organismen hebben geen vaste vorm en hebben schijnvoetjes. Met deze schijnvoetjes kunnen ze voortbewegen en zich voeden. Het organisme komt uit het geslacht Pseudoparamoeba en behoort tot de familie Vexilliferidae. Pseudoparamoeba pagei werd in 1979 ontdekt door Page.